# Савин, Денис Алексеевич
Дени́с Алексе́евич Са́вин (р. 27 февраля 1984, Москва, СССР) — российский артист балета, премьер Большого театра. Заслуженный артист РФ (2016).

## Биография
Родился 27 февраля 1984 года в Москве. Отец — электромеханик, мама — инженер. В детстве активно занимался плаванием, однако, выбирая между плаванием и танцами, выбрал танцы.
В 2002 году окончил Московскую государственную академию хореографии (класс Игоря Уксусникова) и принят в Большой театр России. Репетирует под руководством Виктора Барыкина.
В 2003 году впервые выступил в заглавной партии — Ромео в балете Прокофьева «Ромео и Джульетта» в хореографии Р. Поклитару.
Начиная с 2003 года становится одним из ведущих исполнителей в Большом театре в направлении современной хореографии, в 2000-2020-е годы работает с известными российскими и иностранными хореографами, задействован в большинстве постановок этого направления. Также является исполнителем характерных партий в балетах, где требуется не только хореографическое, но и актерское мастерство. Всего в репертуаре Дениса Савина за годы службы в Большом театре порядка 70 ролей в различных постановках .
С 2008 года на протяжении 17 лет регулярно задействован в роли советника Дроссельмейера в балете «Щелкунчик» П. Чайковского, хореография Ю. Григоровича.
В 2009 году стал первым исполнителем роли поэта-философа Гренгуара в восстановленном классическом балете «Эсмеральда» Ц. Пуни (хореография М. Петипа, постановка и новая хореография Ю. Бурлаки, В. Медведева).
В 2015 году исполнил главную роль в мировой премьере балета «Гамлет» в хореографии Р. Поклитару.
В 2016 году удостоен звания «Заслуженный артист Российской Федерации».
По состоянию на 2025 год, Денис Савин — дольше всех из артистов-премьеров балета (непрерывно с 2002 года) служит в Большом театре .
Женат, двое детей, по состоянию на 2025 год, дочери 19 лет, и она уже работает, а сыну — 12. Он занимается плаванием и учится в школе.

## Репертуар в Большом театре

#### 2002
- па д’аксьон («Жизель» А. Адана, хореография Ж. Коралли, Ж. Перро, М. Петипа в редакции В. Васильева)
- гран па («Раймонда» А. Глазунова, хореография М. Петипа в редакции Ю. Григоровича)
- Принц Лимон («Чиполлино» К. Хачатуряна, хореография Г. Майорова)
- два офицера («Анюта» на музыку В. Гаврилина, хореография В. Васильева)

#### 2003
- горец, гармонист («Светлый ручей» Д. Шостаковича в постановке А. Ратманского)
- Ромео («Ромео и Джульетта» С. Прокофьева в хореографии Р. Поклитару)

#### 2004
- Серый волк («Спящая красавица» П. Чайковского, хореография М. Петипа в редакции Ю. Григоровича)
- Мышиный король («Щелкунчик» П. Чайковского, хореография Ю. Григоровича)
- Пациент («Палата № 6» на музыку А. Пярта в постановке Р. Поклитару) — первый исполнитель
- Мотылек («Сон в летнюю ночь» на музыку Ф.Мендельсона-Бартольди и Д.Лигети в постановке Дж. Ноймайера) — первый исполнитель в Большом театре

#### 2005
- Лизандр («Сон в летнюю ночь» на музыку Ф.Мендельсона-Бартольди и Д.Лигети в постановке Дж. Ноймайера)
- Денис («Болт» Д. Шостаковича в постановке А. Ратманского) — первый исполнитель
- солист («Игра в карты» И. Стравинского в постановке А. Ратманского)

#### 2006
- Ханан («Леа» на музыку Л. Бернстайна в постановке А. Ратманского, вторая редакция)
- два подгулявших нэпмана, Матрос («Золотой век» Д. Шостаковича в постановке Ю. Григоровича)

#### 2007
- офицеры («Легенда о любви» А. Меликова, хореография Ю. Григоровича)
- Гамаш («Дон Кихот» Л. Минкуса, хореография М. Петипа, А. Горского в редакции А. Фадеечева)
- солист («В комнате наверху» Ф. Гласса, хореография Т. Тарп)
- Петр («Светлый ручей»)

#### 2008
- Гурн («Сильфида» Х. С. Левенскольда, хореография А. Бурнонвиля в редакции Й. Кобборга) — первый исполнитель в Большом театре
- пастухи («Спартак» А. Хачатуряна, хореография Ю. Григоровича)
- Черный невольник («Дочь фараона» Ц. Пуни в постановке П. Лакотта по М. Петипа)
- Жером («Пламя Парижа» Б. Асафьева в постановке А. Ратманского с использованием хореографии В. Вайнонена) — первый исполнитель
- пара в красном («Русские сезоны» на музыку Л. Десятникова в постановке А. Ратманского)
- Дроссельмейер («Щелкунчик» П. И. Чайковского, хореография Ю. Григоровича)

#### 2009
- Илларион («Жизель» в редакции В. Васильева)
- чардаш («Коппелия» Л. Делиба, хореография М. Петипа и Э. Чекетти, постановка и новая хореографическая редакция С. Вихарева)
- Дельта («Захарова суперигра» Э. Пальмьери в постановке Ф. Вентрильи) — первый исполнитель
- Гладиатор («Спартак»)
- Гренгуар («Эсмеральда» Ц. Пуни, хореография М. Петипа, постановка и новая хореография Ю. Бурлаки, В. Медведева) — первый исполнитель

#### 2010
- Арап («Петрушка» И. Стравинского, хореография М. Фокина, новая хореографическая редакция С. Вихарева)
- па де де («Herman Schmerman» Т. Виллемса, хореография У. Форсайта) — участник премьеры в Большом театре
- партия в балете «Chroma» Дж. Тэлбота, Дж. Уайта (хореография У. МакГрегора)

#### 2011
- Ганс («Жизель» в редакции Ю. Григоровича)

#### 2012
- Артынов («Анюта» на музыку В. Гаврилина, хореография В. Васильева)
- Бирбанто («Корсар» А. Адана, хореография М. Петипа, постановка и новая хореография А. Ратманского и Ю. Бурлаки)
- Тореро («Кармен-сюита» на музыку Ж. Бизе — Р. Щедрина, хореография А. Алонсо)
- дуэт («Dream of Dream» на музыку С. Рахманинова в постановке Й. Эло)
- Трубочист («Мойдодыр» Е. Подгайца в постановке Ю. Смекалова) — первый исполнитель

#### 2013
- танец с барабаном («Баядерка» Л. Минкуса, хореография М. Петипа в редакции Ю. Григоровича)
- Злая фея Карабос («Спящая красавица»)
- биде, пешеходы, вальс, дверь («Квартира», музыка Fleshquartet, постановка М. Эка) — участник премьеры в Большом театре
- Тибальд («Ромео и Джульетта» С. Прокофьева в постановке Ю. Григоровича)
- Пепинелли («Марко Спада» на музыку Д. Ф. Э. Обера, хореография П. Лакотта по Ж. Мазилье)

#### 2014
- Абдерахман («Раймонда» А. Глазунова, хореография М. Петипа в редакции Ю. Григоровича)
- Петруччо («Укрощение строптивой» на музыку Д. Шостаковича, хореография Ж.-К. Майо)
- Визирь («Легенда о любви» А.Меликова, хореография Ю.Григоровича)

#### 2015
- Гамлет («Гамлет» на музыку Д. Шостаковича в постановке Д. Доннеллана и Р. Поклитару) — первый исполнитель
- Грушницкий («Герой нашего времени» И. Демуцкого, часть «Княжна Мери», хореография Ю.Посохова, режиссер К. Серебренников) — первый исполнитель
- пара в желтом («Русские сезоны»)

#### 2016
- партия в балете «Совсем недолго вместе» на музыку М. Рихтера и Л. ван Бетховена (хореография П. Лайтфута и С. Леон) — участник премьеры в Большом театре
- Яшка («Золотой век»)

#### 2017
- Эрик (первый исполнитель), Ученик/ «Письмо к Руди» («Нуреев» И.Демуцкого, хореография Ю. Посохова, режиссер К. Серебренников)

#### 2018
- Левин (первый исполнитель в Большом театре), Мужик («Анна Каренина»на музыку П. Чайковского, А. Шнитке, Кэта Стивенса/Юсуфа Ислама, хореография Дж. Ноймайера)
- Петрушка («Петрушка» в постановке Э. Клюга) – первый исполнитель в Большом театре
- Леонт («Зимняя сказка» Дж. Тэлбота, хореография К. Уилдона) — первый исполнитель в Большом театре

#### 2020
- Ганс («Жизель», редакция А. Ратманского)
- Тибальд («Ромео и Джульетта», хореография А. Ратманского)
- Солист («Тишина» на музыку А. Пярта, хореография М. Шекса, программа «Четыре персонажа в поисках сюжета») — участник мировой премьеры балета
- Солист («Угасание» на музыку Э. Гранадоса, хореография Д. Милева, программа «Четыре персонажа в поисках сюжета»)

#### 2021
- Николас Грин («Орландо» на музыку Э. Элгара, Ф. Гласса, Л. Ауэрбах и Е.Кац-Чернин, хореография К. Шпука) — первый исполнитель (мировая премьера)
- Сорин («Чайка» И. Демуцкого, хореография Ю. Посохова)
- Мастер («Мастер и Маргарита» на музыку А. Шнитке и М. Лазара, хореография Э. Клюга) — первый исполнитель (мировая премьера)

#### 2022
- Пётр Леонтьевич («Анюта» В.Гаврилина, хореография В.Васильева)
- Брат Борромео («Марко Спада» Д.-Ф.-Э.Обера, хореография Пьера Лакотта)

#### 2023
- Графиня («Пиковая дама» П. Чайковского – Ю. Красавина, хореография Ю.Посохова)

#### 2024
- Тибальд («Ромео и Джульетта», хореография Л.Лавровского, постановка М. Лавровского)
- Просперо («Буря» Ю. Красавина, хореография В. Самодурова) — первый исполнитель (мировая премьера)
- Злая Фея Карабос («Спящая красавица П. Чайковского, хореография М.Петипа)

## Награды
- Заслуженный артист Российской Федерации (2016)
- Всероссийская театральная премия «Золотая маска» (2012) — за исполнение партии в балете «Herman Schmerman»[8]
- Премия фестиваля «Московские дебюты» (2003) — за исполнение партии Гармониста в балете «Светлый ручей»